# Utsubo Kubota
Pour les articles homonymes, voir Kubota (homonymie).
Kubota Utsubo (窪田 空穂) (né le 8 juin 1877 à Wada, district d'Higashichikuma (à présent Matsumoto), préfecture de Nagano - mort le 12 avril 1967) est un poète japonais. Un de ses fils est le poète Kubota Shōichirō.

## Biographie
Kubota est professeur de littérature japonaise à l'université Waseda. Il se consacre à la poésie waka et publie en 1964 l'ouvrage Bashō no haiku consacré au poète haiku Matsuo Bashō. Lui-même est auteur de tankas dans le nouveau style (shintaishi), qu'il publie dans de nombreux recueils (Tsuchi o nagamete, 1918; Kyonen no yuji, 1967; Chōsei-chū). En 1911 paraissent des récits sous le titre Rohen.